# بريجيت كوفمان
بريجيت كوفمان (بالألمانية: Brigitte Alexander)‏ (و. 1911 – 1995 م) هي ممثلة، ومؤلفة، ومترجمة، وكاتِبة، من ألمانيا، ولدت في شتوتغارت، توفيت في مدينة مكسيكو، عن عمر يناهز 84 عاماً.

## وصلات خارجية
- بريجيت كوفمان على موقع IMDb (الإنجليزية)